# Frbežar
Frbežar je priimek v Sloveniji, ki ga je po podatkih Statističnega urada Republike Slovenije na dan 1. januarja 2010 uporabljalo 44 oseb in je med vsemi priimki po pogostosti uporabe uvrščen na 8.183. mesto.

## Znani nosilci priimka
- Ivo Frbežar (1949-2025), pesnik, pisatelj, slikar, grafični oblikovalec, urednik in založnik